# マカオ語
マカオ語またはパトゥア語（英語: Macanese または Patua、仏語: Patuá、西語: macanés）とは、マカオで形成されたクレオール言語の一種。マカオ＝クレオールとも。

植民地支配の影響や常に多様な人種の流動があった中で形作られ、交易国を中心に話者コミュニティが存在したが、ユネスコ刊行の2010年度「レッドブック」はマカオ語を消滅危機言語に分類している。

## 概要
言語要素としては、マレー語や広東語、シンハラ語、ポルトガル語及び若干のスペイン語とイタリア語の影響を受け、これらが混合した形になっている。また標準的な正書法が確立されていない。
マカオでは、マカオ人達の共通語となっているが歴史が浅く、20世紀になって形成された言語であるから、話者数が周辺地域で用いられる広東語に比べ劣勢になっており、そのため、言語的地位は広東語に取って替わられている。
中華人民共和国からマカオ自治政権に移行し正式に一国二制度になって、マカオ政府が統計調査を行った結果、1977年の話者数はおよそ4,000人位だった。ユネスコのまとめた報告書 (en) では、2000年の時点で話者は50人であるとされている。

## 話者の分布
今も尚、マカオに住んでいる年配者の中には若干ながら母語としている人もいる。また香港、カリフォルニア、カナダ、ペルー、ブラジル、コスタリカ、オーストラリア、ポルトガル、イギリス、ベネスエラ (パリア半島) にはマカオからの移住者とその子孫（合計で20,000人程度）からなるコミュニティがあり（カリフォルニアのコミュニティが数百人でもっとも大きい）、マカオ語はそこでも使われている。しかしマカオと香港では話者の多くは老人（とくに80代から90代の女性）で、それぞれ数十人程度である。

## 例
| マカオ語          | ポルトガル語訳                  | 英訳                                |
| Nhonha na jinela  | A moça na janela                | Young lady in the window            |
| Co fula mogarim   | Com uma flor de jasmim          | With a jasmine flower               |
| Sua mae tancarera | Sua mãe é uma Chinesa pescadora | Her mother is a Chinese fisherwoman |
| Seu pai canarim   | Seu pai é um Indiano Português  | Her father is a Portuguese Indian   |